# Fritillaria japonica
Fritillaria japonica är en liljeväxtart som beskrevs av Friedrich Anton Wilhelm Miquel. Fritillaria japonica ingår i Klockliljesläktet och i familjen liljeväxter. Inga underarter finns listade.

## Bildgalleri

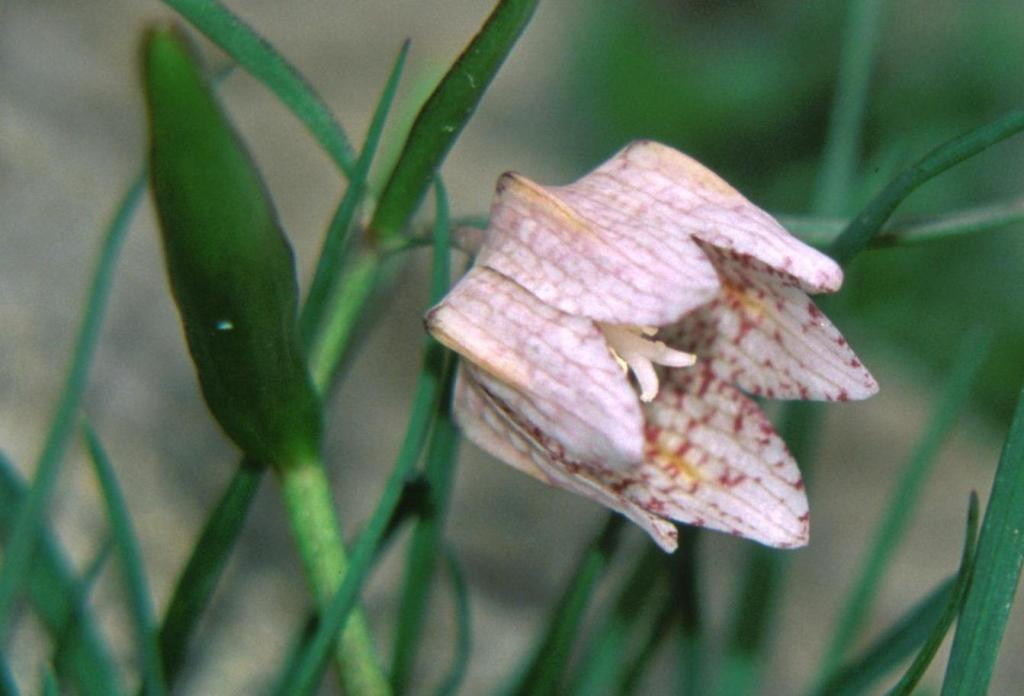